# بسام الشكعة
بسام أحمد الشكعة (ولد عام 1930 - 22 يوليو 2019) هو أحد أعيان مدينة نابلس في فلسطين. رئيس بلدية نابلس السابق في الفترة 1976-1982، من الشخصيات الوطنية الفلسطينية المعروفة والتي تحظى باحترام كبير في الشارع الفلسطيني. ذو توجه قومي عربي وهو يعد زعيم البعثيين في فلسطين. في عام 1959 استقال من حزب البعث العربي الاشتراكي وقاوم الانفصال بين سوريا ومصر وتعرض للسجن وأبعد إلى مصر عام 1962، حيث بقي لاجئا سياسيا هناك إلى أن صدر عفو من الملك حسين بن طلال عن جميع اللاجئين السياسيين والضباط الأردنيين، فعاد إلى الأردن وإلى مدينته نابلس عام 1965.
انتخب الشكعة رئيساً لبلدية نابلس عام 1976 على رأس قائمة وطنية في آخر انتخابات للبلديات الفلسطينية قبل قيام السلطة الفلسطينية، و شكل مع آخرين من ممثلي المؤسسات الشعبية والأحزاب التي نشطت في الأراضي المحتلة لجنة التوجيه الوطني التي قادت النضال الفلسطيني ضد الاستيطان وممارسات الاحتلال، ولم تطرح نفسها بديلاً عن منظمة التحرير الفلسطينية التي كان يترأسها ياسر عرفات ومؤسساتها ومكاتبها في الخارج.
في 2 حزيران (يونيو) 1980 تعرض الشكعة لمحاولة اغتيال وقف وراءها ما عرف بالتنظيم الإرهابي الصهيوني السري، وأدى انفجار عبوة وضعت في سيارته إلى بتر قدميه. أشعلت محاولة اغتياله وإثنين من رؤساء البلديات في الضفة الغربية شرارة انتفاضة استمرت بضعة أشهر وشملت مختلف المدن الفلسطينية.
اتخذ الشكعة، الذي نظر إليه كشخصية مبدئية، مواقف مستقلة ومعارضة لسياسة الرئيس الراحل ياسر عرفات الذي لم ينجح في تطويعه.
في التنازلات التي وقعت إبان اتفاق أوسلو الذي عارضه بشدة وبقي على مبدئه وعروبته وقوميته التي كلفته كثير من التضحيات وبقي لخمسة سنين محاصرا في بيته وجنود الاحتلال يطوقون بيته ويمنعون زواره من التواصل معه عدا عن المضايقات التي كانت تواجهه من الجنود هو وأفراد أسرته، وبقي صامدا مقاوما مدافعا عن حقه وحق شعبه لم يضعف أو يتنازل أو يساوم. وفي حديث لشبكة (سي إن إن) قال الشكعة:

## الوفاة
توفي بسام الشكعة في 22 يوليو 2019 في إحدى مستشفيات مدينة نابلس عن عمر ناهز 89 عامًا، ودُفن في مقبرة نابلس الغربية.